# Stachelkopf
Der Stachelkopf (Sebastes serriceps) ist eine Fischart der Familie der Drachenköpfe (Scorpaenidae).

## Merkmale
Der Stachelkopf wird bis zu 41 cm lang. Er ist oberseits oliv und unterseits gelblich gefärbt. Auffällig sind die deutlichen, an den Seiten vertikal verlaufenden olivfarbenen Streifen. Diese könnten ein Hinweis auf sein Gift sein, welches auch für den Menschen gefährlich werden, und unter Umständen zum Tod führen kann. Seine Lippen sind rosa gefärbt und die Afterflosse dunkel.

## Verbreitung, Lebensraum und Lebensweise
Dieser im Pazifik und im Golf von Mexiko beheimatete Fisch tritt in Tiefen von bis zu 46 Metern auf.  Seine Nahrung besteht hauptsächlich aus Knochenfischen, Krabben und Carideaarten, die er in Felsriffen  und Tangwäldern erbeutet. Im Laufe seines Lebens ändert sich sein Beuteverhalten. Während jüngere und somit kleinere Exemplare hauptsächlich Ranzenkrebse, Garnelen und Krabben vertilgen, jagen größere Exemplare überwiegend Knochenfische.